# صمدية (جزيرة مينو)
صمدية (بالفارسية: صمدیه) هي منطقة سكنية تقع في إيران في قسم جزيرة مينو الريفي. يقدر عدد سكانها بـ 150 نسمة بحسب إحصاء 2016.